# HD 172044
HD 172044 och BD+33°3154B är en dubbelstjärna belägen i den mellersta delen av stjärnbilden Lyran. Den har en skenbar magnitud av ca 5,41 och är svagt synlig för blotta ögat där ljusföroreningar ej förekommer. Baserat på parallaxmätning inom Hipparcosuppdraget på ca 6,3 mas, beräknas den befinna sig på ett avstånd på ca 520 ljusår (ca 160 parsek) från solen. Den rör sig närmare solen med en heliocentrisk radialhastighet på ca -33 km/s.

## Egenskaper
Primärstjärnan HD 172044 är en blå till vit ljusstark jättestjärna av spektralklass B8 II-IIIp, som betyder att den har ett märkligt spektrum och att spektrala särdrag ännu inte har beskrivits. Den har en radie som är ca 2,9 solradier och har ca 262 gånger solens utstrålning av energi från dess fotosfär vid en effektiv temperatur av ca >11 000 K.
Följeslagaren BD+33°3154B är en stjärna av 11:e magnituden av okänd spektraltyp.